# T30 teški tenk
T30 teški tenk je još jedan u nizu američkih teških tenkova, čija je namijera bila konkurirati njemačkim teškim tenkovima. Nastao je na T29 teškom tenku, koji su i po izgledu gotovo identični, ali T30 ima jači motor i top (155 mm umjesto 120 mm). Početak izgradnje prototipa počeo je u travnju 1945., a isporučeni su tijekom 1947. godine. Nikada nije ušao u serijsku proizvodnju, ali je ovo iskustvo pomoglo u izgradnji novog glavnog borbenog tenka američke vojske.